# Prononciation du japonais
 (mars 2009).
Si vous disposez d'ouvrages ou d'articles de référence ou si vous connaissez des sites web de qualité traitant du thème abordé ici, merci de compléter l'article en donnant les références utiles à sa vérifiabilité et en les liant à la section « Notes et références ».
 (mai 2012).
Cet article traite de la prononciation du japonais. Le japonais possède trois systèmes d'écriture :
- les kanas, systèmes syllabiques, existant en deux formes :
  - hiragana pour noter la grammaire, ou des mots très bien intégrés à la langue japonaise ;
  - katakana pour les mots empruntés ou lorsqu'on travaille sur un support phonétique (cette page utilisera tout de même plutôt les hiragana) ;
- les kanjis, directement d'origine chinoise, qui peuvent avoir plusieurs prononciations en langue japonaise :
  - la prononciation « on'yomi » (音読み, « lecture sonore »), reproduisant approximativement la prononciation chinoise du sinogramme emprunté,
  - une ou plusieurs prononciations « kun'yomi (訓読み, « lecture sémantique »), où l'utilisation du sinogramme est sémantique : la prononciation est nativement japonaise.

## Prononciation des deux syllabaires

### Syllabaire hiragana
On dit souvent que les Japonais utilisent un alphabet dit syllabaire soit un alphabet où chaque lettre ne représente pas un phonème, mais une syllabe, cependant ici le terme "syllabaire" est utilisé abusivement, car, pour être exact, dans l'alphabet japonais, chaque lettre, appelée Kana, représente une more, soit une unité plus fine que la syllabe, ne la constituant pas forcément à elle seule
par exemple dans le mot : Ōsaka (o-o.sa.ka おおさか), il n'y a que trois syllabes mais bien quatre mores, on l'écrira donc avec quatre kana
De plus en Japonais ce sont bien les mores qui rythment la phrase, et non pas les syllabes, de ce fait chacun des kana ci-dessous prendra le même temps dans le discours
- Certains kana à consonne voisée, se démarquent de celles contenant leur équivalent sourd par un signe diacritique
- Sur certains kana, cela s'accompagne d'une transformation en consonne occlusive, c'est le cas des kana qui historiquement contenaient la consonne [ɸ] soit は, ひ, ふ, へ, ほ, dont la consonne devient [b] avec le diacritique, aujourd'hui le [ɸ] s'est transformé en [h] dans la plupart des positions sauf le ふ fu
- Un autre signe diacritique utilisé pour marquer le dévoisement est aussi utilisé afin de juste les transformer en occlusives sourdes, soit en [p]
- Il existe des digrammes où le premier kana donnera la consonne et le second, noté plus petit, la voyelle de la more

| あ [a]                                      | い [ʲi]                     | う [ɯ] ou allongement       | え [e]                      | お [o]                      | や [ ja](ou [ʲa] voir ci-dessous) | ゆ [ jɯ](ou [ʲɯ] voir ci-dessous) | よ [ jo](ou [ʲo] voir ci-dessous) |
| Kana sans signe diacritique                 | Kana sans signe diacritique | Kana sans signe diacritique | Kana sans signe diacritique | Kana sans signe diacritique | Kana sans signe diacritique       | Kana sans signe diacritique       | Kana sans signe diacritique       |
| ------------------------------------------- | --------------------------- | --------------------------- | --------------------------- | --------------------------- | --------------------------------- | --------------------------------- | --------------------------------- |
| か [ka]                                     | き [kʲi]                    | く [kɯ]                     | け [ke]                     | こ [ko]                     | きゃ [kʲa]                        | きゅ [kʲɯ]                        | きょ [kʲo]                        |
| さ [sa]                                     | し [ɕi]                     | す [sɯ]                     | せ [se]                     | そ [so]                     | しゃ [ɕa]                         | しゅ [ɕɯ]                         | しょ [ɕo]                         |
| た [ta]                                     | ち [tɕi]                    | つ [tsɯ]                    | て [te]                     | と [to]                     | ちゃ [tɕa]                        | ちゅ [tɕɯ]                        | ちょ [tɕo]                        |
| な [na]                                     | に [nʲi]                    | ぬ [nɯ]                     | ね [ne]                     | の [no]                     | にゃ [nʲa]                        | にゅ [nʲɯ]                        | にょ [nʲo]                        |
| は [ha]                                     | ひ [çi]                     | ふ [ɸɯ]                     | へ [he]                     | ほ [ho]                     | ひゃ [ça]                         | ひゅ [çɯ]                         | ひょ [ço]                         |
| ま [ma]                                     | み [mʲi]                    | む [mɯ]                     | め [me]                     | も [mo]                     | みゃ [mʲa]                        | みゅ [mʲɯ]                        | みょ [mʲo]                        |
| や [ ja]                                    |                             | ゆ [ jɯ]                    |                             | よ [ jo]                    |                                   |                                   |                                   |
| ら [ɾa]                                     | り [ɾʲi]                    | る [ɾɯ]                     | れ [ɾe]                     | ろ [ɾo]                     | りゃ [ɾʲa]                        | りゅ [ɾʲɯ]                        | りょ [ɾʲo]                        |
| わ [w͍a]                                     | ゐ [i]                      |                             | ゑ [e]                      | を [o]                      |                                   |                                   |                                   |
|                                             |                             |                             |                             | ん [n]                      |                                   |                                   |                                   |
| Kana avec signe diacritique de voisement    |                             |                             |                             |                             |                                   |                                   |                                   |
| が [ɡa]                                     | ぎ [ɡʲi]                    | ぐ [ɡɯ]                     | げ [ɡe]                     | ご [ɡo]                     | ぎゃ [ɡʲa]                        | ぎゅ [ɡʲɯ]                        | ぎょ [ɡʲo]                        |
| ざ [dza]                                    | じ [dʑi]                    | ず [dzɯ]                    | ぜ [dze]                    | ぞ [dzo]                    | じゃ [dʑa]                        | じゅ [dʑɯ]                        | じょ [dʑo]                        |
| だ [da]                                     | ぢ [dʑi]                    | づ [dzɯ]                    | で [de]                     | ど [do]                     | ぢゃ [dʑa]                        | ぢゅ [dʑɯ]                        | ぢょ [dʑo]                        |
| ば [ba]                                     | び [bʲi]                    | ぶ [bɯ]                     | べ [be]                     | ぼ [bo]                     | びゃ [bʲa]                        | びゅ [bʲɯ]                        | びょ [bʲo]                        |
| Kana avec signe diacritique de dé-voisement |                             |                             |                             |                             |                                   |                                   |                                   |
| ぱ [pa]                                     | ぴ [pʲi]                    | ぷ [pɯ]                     | ぺ [pe]                     | ぽ [po]                     | ぴゃ [pʲa]                        | ぴゅ [pʲɯ]                        | ぴょ [pʲo]                        |

Les kanas en rouge sont aujourd’hui désuets. Quant à を, il a perdu sa valeur sonore au profit d’une valeur grammaticale.

### Syllabaire katakana
| ア [a]                                      | イ [ʲi]                     | ウ [ɯ]                      | エ [e]                      | オ [o]                      | ヤ [ ja](ou [ʲa] voir ci-dessous | ユ [ jɯ](ou [ʲɯ] voir ci-dessous) | ヨ [ jo](ou [ʲo] voir ci-dessous) |
| Kana sans signe diacritique                 | Kana sans signe diacritique | Kana sans signe diacritique | Kana sans signe diacritique | Kana sans signe diacritique | Kana sans signe diacritique      | Kana sans signe diacritique       | Kana sans signe diacritique       |
| ------------------------------------------- | --------------------------- | --------------------------- | --------------------------- | --------------------------- | -------------------------------- | --------------------------------- | --------------------------------- |
| カ [ka]                                     | キ [kʲi]                    | ク [kɯ]                     | ケ [ke]                     | コ [ko]                     | キャ [kʲa]                       | キュ [kʲɯ]                        | キョ [kʲo]                        |
| サ [sa]                                     | シ [ɕi]                     | ス [sɯ]                     | セ [se]                     | ソ [so]                     | シャ [ɕa]                        | シュ [ɕɯ]                         | ショ [ɕo]                         |
| タ [ta]                                     | チ [tɕi]                    | ツ [tsɯ]                    | テ [te]                     | ト [to]                     | チャ [tɕa]                       | チュ [tɕɯ]                        | チョ [tɕo]                        |
| ナ [na]                                     | ニ [nʲi]                    | ヌ [nɯ]                     | ネ [ne]                     | ノ [no]                     | ニャ [nʲa]                       | ニュ [nʲɯ]                        | ニョ [nʲo]                        |
| ハ [ha]                                     | ヒ [çi]                     | フ [ɸɯ]                     | ヘ [he]                     | ホ [ho]                     | ヒャ [ça]                        | ヒュ [çɯ]                         | ヒョ [ço]                         |
| マ [ma]                                     | ミ [mʲi]                    | ム [mɯ]                     | メ [me]                     | モ [mo]                     | ミャ [mʲa]                       | ミュ [mʲɯ]                        | ミョ [mʲo]                        |
| ヤ [ ja]                                    |                             | ユ [ jɯ]                    |                             | ヨ [ jo]                    |                                  |                                   |                                   |
| ラ [ɾa]                                     | リ [ɾʲi]                    | ル [ɾɯ]                     | レ [ɾe]                     | ロ [ɾo]                     | リャ [ɾʲa]                       | リュ [ɾʲɯ]                        | リョ [ɾʲo]                        |
| ワ [w͍a]                                     | ヰ [i]                      |                             | ヱ [e]                      | ヲ [o]                      |                                  |                                   |                                   |
|                                             |                             |                             |                             | ン [n]                      |                                  |                                   |                                   |
| Kana avec signe diacritique de voisement    |                             |                             |                             |                             |                                  |                                   |                                   |
| ガ [ɡa]                                     | ギ [ɡʲi]                    | グ [ɡɯ]                     | ゲ [ɡe]                     | ゴ [ɡo]                     | ギャ [ɡʲa]                       | ギュ [ɡʲɯ]                        | ギョ [ɡʲo]                        |
| ザ [dza]                                    | ジ [dʑi]                    | ズ [dzɯ]                    | ゼ [dze]                    | ゾ [dzo]                    | ジャ [dʑa]                       | ジュ [dʑɯ]                        | ジョ [dʑo]                        |
| ダ [da]                                     | ヂ [dʑi]                    | ヅ [dzɯ]                    | デ [de]                     | ド [do]                     | ヂャ [dʑa]                       | ヂュ [dʑɯ]                        | ヂョ [dʑo]                        |
| バ [ba]                                     | ビ [bʲi]                    | ブ [bɯ]                     | ベ [be]                     | ボ [bo]                     | ビャ [bʲa]                       | ビュ [bʲɯ]                        | ビョ [bʲo]                        |
| Kana avec signe diacritique de dé-voisement |                             |                             |                             |                             |                                  |                                   |                                   |
| パ [pa]                                     | ピ [pʲi]                    | プ [pɯ]                     | ペ [pe]                     | ポ [po]                     | ピャ [pʲa]                       | ピュ [pʲɯ]                        | ピョ [pʲo]                        |

#### Syllabaire katakana étendu
Ces digrammes de katakana servent à noter des mots étrangers utilisant des sons qui n’existent pas directement dans la langue japonaise.
| ア [a]                                                | イ [i]                        | ウ [ɯ]                        | エ [e](ou [ʲe] voir ci-dessous) | オ [o]                        | ヤ [ ja](ou [ʲa] voir ci-dessous | ユ [ jɯ](ou [ʲɯ] voir ci-dessous) | ヨ [ jo](ou [ʲo] voir ci-dessous) |
| Digrammes étendus de voyelles                         | Digrammes étendus de voyelles | Digrammes étendus de voyelles | Digrammes étendus de voyelles   | Digrammes étendus de voyelles | Digrammes étendus de voyelles    | Digrammes étendus de voyelles     | Digrammes étendus de voyelles     |
| ----------------------------------------------------- | ----------------------------- | ----------------------------- | ------------------------------- | ----------------------------- | -------------------------------- | --------------------------------- | --------------------------------- |
|                                                       |                               |                               | イェ [ je]                      |                               |                                  |                                   |                                   |
|                                                       | ウィ [w͍i]                     |                               | ウェ [w͍e]                       | ウォ [w͍o]                     |                                  |                                   |                                   |
| Digrammes étendus sans signe diacritique              |                               |                               |                                 |                               |                                  |                                   |                                   |
|                                                       |                               |                               | シェ [ɕe]                       |                               |                                  |                                   |                                   |
| ツァ [tsa]                                            | ツィ [tsi]                    |                               | ツェ [tse]                      | ツォ [tso]                    |                                  |                                   |                                   |
|                                                       |                               |                               | チェ [tɕe]                      |                               |                                  |                                   |                                   |
|                                                       | ティ [ti]                     | トゥ [tɯ]                     |                                 |                               |                                  | テュ [tʲɯ]                        |                                   |
| ファ [ɸa]                                             | フィ [ɸi]                     |                               | フェ [ɸe]                       | フォ [ɸo]                     |                                  | フュ [ɸʲɯ]                        |                                   |
| Digrammes étendus avec signe diacritique de voisement |                               |                               |                                 |                               |                                  |                                   |                                   |
| ヴァ [va]*                                            | ヴィ [vi]*                    | ヴ [vɯ]*                      | ヴェ [ve]*                      | ヴォ [vo]*                    |                                  |                                   |                                   |
|                                                       |                               |                               | ジェ [dʑe]                      |                               |                                  |                                   |                                   |
|                                                       | ディ [di]                     | ドゥ [dɯ]                     |                                 |                               |                                  | デュ [dʲɯ]                        |                                   |

* ヴ est utilisé pour transcrire v et se prononce comme tel, à moins qu'on l'adopte. Mais la plupart de cette notation est remplaçable par b (par exemple : ヴェルサイユ verusaiyu, « Versailles », peut aussi s'écrire et se dire comme ベルサイユ berusaiyu), excepté les mots dont il n'est pas permis de remanier l'orthographe comme les noms déposés (par exemple : la marque française Louis Vuitton, déposée au Japon sous le nom ルイ・ヴィトン rui viton, n'est pas écrite comme *ビトン ni prononcée comme *biton).

## Phonétique

### Consonnes
|           | alvéolaire    | bilabiale   | labiale-vélaire | palatale | alvéolo-palatale | vélaire | uvulaire | glottale |
| occlusive | [t] [d]       | [p] [b]     |                 |          |                  | [k] [ɡ] |          |          |
| affriquée | ([t͡s]) ([d͡z]) |             |                 |          | ([t̠͡ɕ]) ([d͡ʑ])    |         |          |          |
| fricative | [s̻] [z̻]       | ([ɸ]) ([β]) |                 | ([ç])    | ([ɕ]) ([ʑ])      | ([ɣ])   |          | [h]      |
| battue    | [ɺ]           |             |                 |          |                  |         |          |          |
| nasale    | [n]           | [m]         |                 |          | ([ȵ])            | ([ŋ])   | [ɴ̩]      |          |
| spirante  |               |             | [w͍]             | [j]      |                  |         |          |          |

Remarque :
- [t, d, n, ɺ] sont des consonnes apicales ;
- [s̻, z̻] sont des consonnes laminales ;
- [ɺ] représente une consonne battue alvéolaire pouvant varier entre une consonne centrale et une consonne latérale. Mais elle peut aussi être identifiée à [ɾ] devant /o/, comme dans kokoro 心 [kokoɾo], ou encore à [ɽ] devant /a/ ou /e/ ;
- [w͍] représente une spirante labiale-vélaire comprimée, qui pourrait s'écrire [ɰ͡β̞] ;
- [ɴ̩] peut varier de point d'articulation suivant la consonne qui suit ;
- [t̠͡ɕ, d͡ʑ, ç, ɕ, ʑ, ȵ] sont des cas particuliers ou des allophones de consonnes palatalisées ;
- [t͡s, ɸ] ne se trouvent que dans les kana respectifs [つ, ツ] et [ふ, フ] (tsɯ et ɸɯ) cependant certains digrammes étendus permettent de changer la voyelle [ɯ] ;
- [d͡z et d͡ʑ] sont les allophones respectifs de [z̻] et [ʑ] ;
- [β] et [ɣ] sont les allophones respectifs de [b] et [g] entre les voyelles;
- [ŋ] est un allophone de [g] en milieu de mot

#### Archiphonème /Q/
L'archiphonème /Q/ s'écrira っ ou ッ.
- /niQpoɴ/ → [ȵipːpõɴ] nippon 日本 (にっぽん)
- /kaQta/ → [katːta] katta 買った
- /iQtjoo/ → [itːtɕoː] itchō 一丁 (いっちょう)

il sert à noter une consonne géminée ou bien, par extension, un coup de glotte terminant fermement un mot (ce n'est pas un phonème)

#### Palatalisation des consonnes
La voyelle [i] a un effet palatalisant sur la consonne servant d'attaque de sa syllabe, on peut donc la noter [ʲi].
Il existe d'autres voyelles ayant un effet palatalisant sur la consonne servant d'attaque, à savoir [ʲa], [ʲɯ] ou [ʲo] (et plus récemment [ʲe]) celles-ci s'opposent à [a], [ɯ] ou [o] (qui sont les mêmes mais sans cet effet). Pour les noter, on utilise ゃ, ゅ ou ょ(や, ゆ, よ en petit)  à la suite d'un kana en [i], ce qui crée un digramme dont la voyelle de la more est donc respectivement [ʲa], [ʲɯ] ou [ʲo].
Quand on écrit en katakana, [ʲe] s'écrit avec un ェ après le kana en [i]
- みょ s'écrit myo en rōmaji et se prononce [mʲo], un peu comme dans myosotis ;
- みよ s'écrit miyo en rōmaji et se prononce [mʲijo], soit mi + yo

Cette agrégation existe de façon similaire pour les kana き, ひ, に, み, り, び, ギ, ぴ suivis d'un ゃ, ゅ ou ょ.
Attention, certaines consonnes changent de point d'articulation lorsqu'elles se palatalisent, plutôt que d'en adopter un double
- le [s] se palatalise en : [ɕ] (pas exactement comme un ch français, voir en dessous)
- le [z] en [ʑ] ou [d͡ʑ]
- le [d] en [ʑ] ou [d͡ʑ] (donc allophone au z)
- le [t] en [t̠͡ɕ]
- le [n] en [ȵ]
- le [h] en [ç]

##### Leshjaponais
La consonne alvéolo-palatale [ɕ] de shi (し/シ) et de ses dérivées sha (しゃ/シャ), shu (しゅ/シュ), sho (しょ/ショ) et du plus récent she (シェ) est proche de la post-alvéolaire [ʃ] (de chat), qui peut être considérée comme un allophone. Mais son lieu d'articulation est plus proche du palais.

#### Le cas du ん
La transcription n n'est qu'un artifice. Le ん possède plusieurs prononciations, mais note dans l'ensemble une nasale. Il ne peut se trouver qu'après une more, et ne commence jamais un mot.
- En position finale, le ん se prononce [ɴ̩] (son uvulaire).
- Devant les bilabiales [p], [b], [m], le ん se prononce [m̩].
- Devant les dentales [t], [d], [z], [n], [ɺ] et [ʑ] le ん se prononce [n̩] (son alvéolaire).
- Devant les vélaires [k], [g], le ん se prononce [ŋ̩] (son vélaire).
- Devant les voyelles et devant les consonnes [h], [ɸ], [s], [ɕ], [j], [w͍] le ん se prononce en nasalisant la voyelle qui le précède.
- Il existe un cas où le ん peut exister seul, mais il s'agit alors plus d'une onomatopée : ん! correspond à hum!.

Devant /z/, certains locuteurs prononcent le ん en nasalisant la voyelle qui le précède, tandis que d'autres le prononcent [n̩] et prononcent le /z/ comme [dz].
La voyelle qui précède le ん subit une plus ou moins grosse nasalisation.

#### Lefjaponais
La consonne bilabiale [ɸ], présente dans fu (ふ/フ) et dans ses dérivées modernes fa (ファ), fi (フィ), fe (フェ) et fo (フォ), diffère de la labio-dentale [f] (de faute). En effet, elle n'est pas produite en pressant ses lèvres contre ses dents, mais en fermant un petit peu les lèvres et en soufflant légèrement.

### Voyelles
|         | antérieure | centrale | postérieure |
| fermée  | [i]        |          | [ɯ]         |
| moyenne | [e]        |          | [o]         |
| ouverte |            | [ä]      |             |

Remarque :

Trapèze vocalique pour les voyelles du Japonais moderne

- /ɯ/ représente une voyelle fermée postérieure comprimée et non une voyelle fermée postérieure non arrondie, car il n'existe aucun symbole officiel pour représenter la voyelle comprimée,
- [ʲɯ] peut également être prononcé [ʲɨ]

#### Voyelles longues
L'allongement correspond à une more à part entière
Ainsi, le o long de ありがとう (arigatō, « merci ») est phonétiquement un [oː].
De même, le e long de 例 (れい, rē, « exemple ») se retranscrit [eː].

#### Voyelles sourdes
les voyelles fermées [i] et [ɯ] s'assourdissent entre deux consonnes sourdes
ainsi le [i] de 人 /ひと/ (hito « personne ») se trouvant entre un [ç] et un [t] (consonnes sourdes), se prononcera sourd [i̥], [çi̥to]

## Évolution de la prononciation

### Restes de l'ancienne orthographe
La particule marquant le thème s'écrit aujourd'hui encore は mais se prononce wa et non pas ha. De même, la particule へ se prononce é et non hé.
Par ailleurs, les kana peu fréquents を, ぢ et づ, qui subsistent dans quelques mots, sont parfaitement homophones avec respectivement お, じ et ず.

## Accent

### Accent de hauteur
Le japonais est une langue à accent de hauteur. En japonais, cet accent de hauteur est constitué de montée et descente abrupte de la hauteur, ainsi que de hauteurs relativement continues à l'intérieur d'un mot. Ces variations de hauteur sont classées en six catégories de base dont la variation peut changer sur les six premiers mores.
La méthode de transcription JSL permet de retranscrire en rōmaji ces accents de hauteur.